# ザ・クローンズ・オブ・ドクター・ファンケンシュタイン
『ザ・クローンズ・オブ・ドクター・ファンケンシュタイン』（The Clones of Dr. Funkenstein）は、アメリカ合衆国のファンク・バンド、パーラメントが1976年に発表した5作目のスタジオ・アルバム。

## 背景
アルバム前半の4曲は、「ドクター・ファンケンシュタイン」というキャラクターが自分のクローンを生み出すというコンセプトに基づいており、前作『マザーシップ・コネクション』で初登場した「スター・チャイルド」も、ファンケンシュタインのクローンの一人という設定である。

## 反響・評価
アメリカの総合アルバム・チャートBillboard 200では、1976年12月4日付のチャートで20位に達し、前作『マザーシップ・コネクション』に続くバンドにとって2作目の全米トップ20アルバムとなった。また、『ビルボード』のR&Bアルバム・チャートでは3位に達した。1976年10月には、RIAAによりゴールドディスクに認定された。
Ned Raggettはオールミュージックにおいて5点満点中4.5点を付け「1970年代中期から後期のパーラメントは、大方においてファンカデリックほどの深みはないかもしれず、それは本作も同様だが、歌詞に明示的な価値を求める向きでもない限り、不満をもらすことはないだろう。"Dr. Funkenstein"の馬鹿げた悲鳴や喋りは、たとえ科学的におかしくても、サウンドを伴えば純粋に楽しい」と評している。

## 収録曲
Side 1
1. プレリュード - "Prelude" (George Clinton, Bernie Worrell) - 1:41
2. ゲイミン・オン・ヤ - "Gamin' on Ya" (G. Clinton, Bootsy Collins, B. Worrell) - 3:01
3. ドクター・ファンケンシュタイン - "Dr. Funkenstein" (G. Clinton, B. Collins, B. Worrell) - 5:46
4. チルドレン・オブ・プロダクション - "Children of Production" (G. Clinton, B. Collins, B. Worrell) - 3:57
5. ゲッティン・トゥ・ノウ・ユー - "Getten' to Know You" (G. Clinton, Garry Shider) - 5:19

Side 2
1. ドゥ・ザット・スタッフ - "Do That Stuff" (G. Clinton, G. Shider, B. Worrell) - 4:49
2. オン・ザ・ワン - "Everything Is on the One" (G. Clinton, B. Collins, B. Worrell) - 3:47
3. アイヴ・ビーン・ウォッチング・ユー - "I've Been Watching You (Move Your Sexy Body)" (G. Clinton, G. Shider, Glenn Goins) - 6:01
4. ファンキン・フォー・ファン - "Funkin' for Fun" (G. Clinton, G. Shider, G. Goins) - 5:57

## 参加ミュージシャン
- ジョージ・クリントン - ボーカル、リズム・アレンジ
- ブーツィー・コリンズ - ベース、ドラムス、パーカッション、ボーカル、リズム・アレンジ
- バーニー・ウォーレル - キーボード、シンセサイザー、ホーン・アレンジ
- ゲイリー・シャイダー - ギター、ボーカル
- グレン・ゴインズ - ギター、ボーカル
- マイケル・ハンプトン - ギター
- コーデル・モースン - ベース
- ジェローム・ブレイリー - ドラムス、パーカッション
- ゲイリー・クーパー - ドラムス、パーカッション、バッキング・ボーカル
- フレッド・ウェズリー - ホーン、ホーン・アレンジ
- メイシオ・パーカー、マイケル・ブレッカー、ランディ・ブレッカー、リック・ガードナー - ホーン
- カルヴァン・サイモン、ファジー・ハスキンズ、グラディ・トーマス、レイモンド・デイヴィス - ボーカル
- デビー・エドワーズ、タカ・カーン - バッキング・ボーカル